# Comédie de Picardie
La Comédie de Picardie est une salle de théâtre située à Amiens.
Fondée en 1989 par le Conseil régional de Picardie, elle est labellisée « scène conventionnée pour le développement de la création théâtrale en région » depuis 2000 par le Ministère de la Culture.

## Histoire
La Comédie de Picardie est installée dans un ancien hôtel particulier de la rue des Jacobins, dans le centre-ville d'Amiens. Ce bâtiment est attesté depuis le XVIIIe siècle où il est alors la résidence d'une famille aristocratique. 
En 1859, la propriété est rachetée par le Cercle de l'Union, société qui réunissait l'élite bourgeoise de la ville et dont Jules Verne fit partie. 
Au début du XXe siècle, l'hôtel est transformé en restaurant, « Grands Salons Godbert », du nom d'Octave Godbert, traiteur réputé à Amiens. Le restaurant reçoit de nombreuses personnalités : Édith Piaf, le Général de Gaulle, Orson Welles, Eleanor Roosevelt, le prince Charles d'Angleterre ou encore le Ministre de la Culture André Malraux qui nota le charme désuet de l'ensemble lors de sa venue en 1966 pour l'inauguration de la Maison de la Culture. 
En 1989, le Conseil régional de Picardie, qui a racheté le bâtiment, crée la Comédie de Picardie. En 2000, elle devient une scène conventionnée par le Ministère de la Culture.

## Présentation
La Comédie de Picardie dispose d'une salle de 400 places. Une quinzaine de pièces sont présentées par saison (octobre à juin) pour des séries de 3 à 10 représentations. Elle affiche près de 80 000 spectateurs par saison (représentations dans le théâtre de la rue des Jacobins, en région et spectacles en tournée), dont plus de 4 000 abonnés.
Etablissement de production, d’accueil et de diffusion dramatique, la structure mène également une action de décentralisation théâtrale grâce à une équipe artistique associée chargée de présenter des spectacles dans des lieux où le théâtre est peu reçu, à la conquête des publics les plus larges sur l’ensemble des territoires de Picardie.

## Accès
La Comédie de Picardie est située au 62 rue des Jacobins, dans le centre de la ville et à moins de 10 minutes à pied de la gare d'Amiens. 
Pour les automobilistes, il est possible de stationner dans les parkings Jacobins ou Palais de Justice situés non loin du théâtre.
Le site est également desservi par le bus : Arrêt René Goblet ou Emile Zola via les lignes L1, L3 et L4.
Des accroches de vélos sont mises à disposition à quelques mètres de l'entrée principale.
L'accès des personnes handicapées ou à mobilité réduite peut être pris en charge par le théâtre. Un ascenseur permet d’accéder au hall de l’accueil et des emplacements sont réservés dans la salle de spectacle.